# Base Naval de Norfolk
La base naval de Norfolk (IATA: NGU, OACI: KNGU, FAA LID: NGU), en Norfolk, Virginia, es una base aeronaval de la Armada de los Estados Unidos, el apoyo a las fuerzas navales de la flota estadounidense que operan en el océano Atlántico, el mar Mediterráneo y el océano Índico. Ocupa cerca de 6 km de espacio frente al mar y 11 km de muelles y embarcadero en la península de Hampton Roads, conocida como Sewell's Point. 
Es la estación naval más grande del mundo, con 75 buques y 134 aviones junto a 14 muelles y 11 hangares alberga la mayor concentración de fuerzas de la Armada estadounidense. El puerto controla los movimientos de más de 3100 buques al año a medida que llegan y salen de su amarradero. 
Se llevan a cabo más de 100 000 operaciones de vuelo al año, un promedio de 275 vuelos al día, o uno cada seis minutos. Más de 150 000 pasajeros y 264 000 toneladas de carga y correo salen anualmente en aeronaves del Comando de Movilidad Aérea (AMC) y otros vuelos fletados por el AMC de la terminal del aeródromo

## Buques con base en Norfolk (en octubre de 2022)

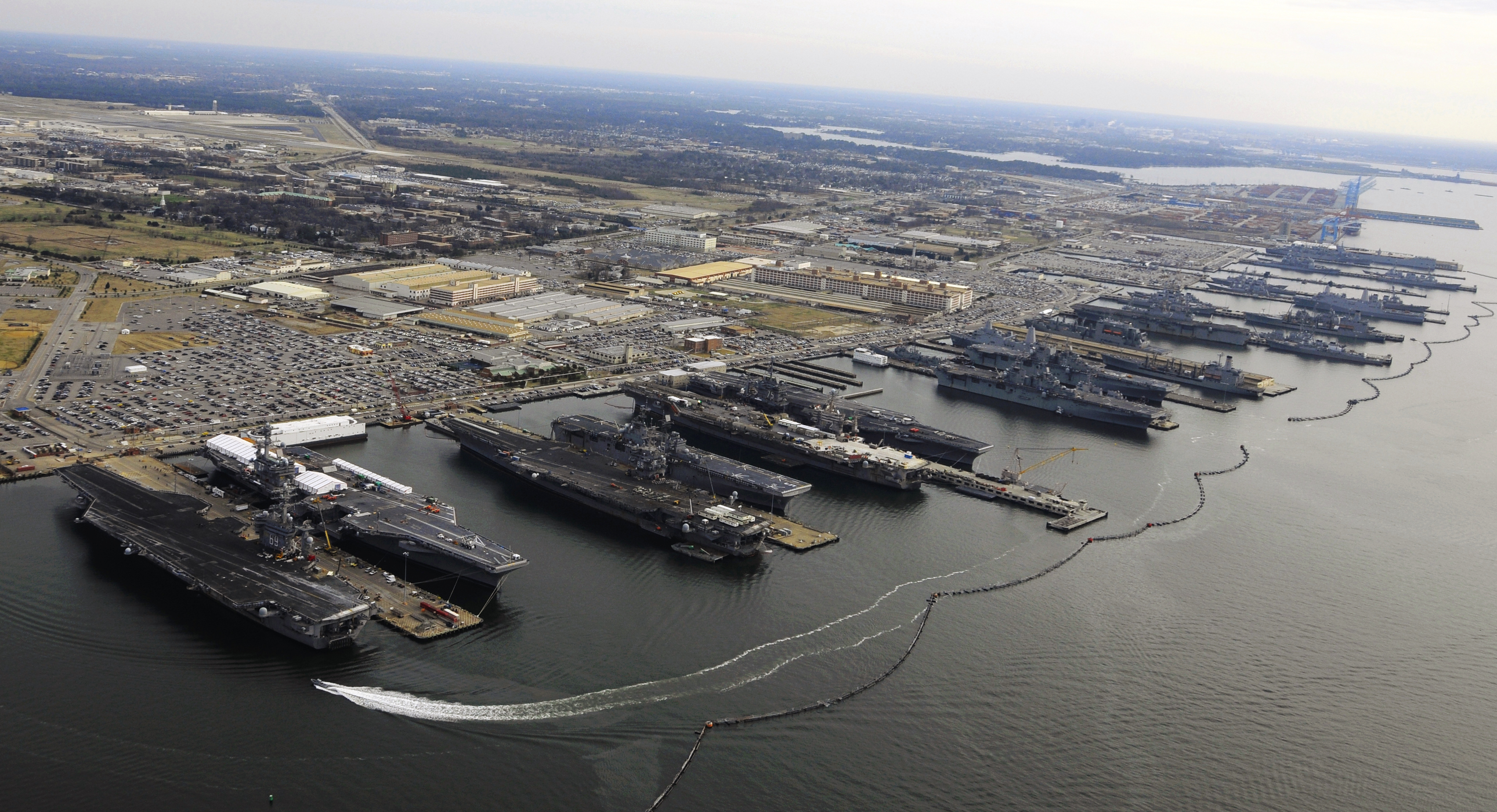
9 portaaeronaves en Norfolk el 20 de diciembre de 2012:
De izquierda a derecha:
- portaaviones
- portaaviones
- portaaviones
- buque de asalto anfibio
- portaaviones
- portaaviones
- buque de asalto anfibio
- buque de asalto anfibio
- buque de asalto anfibio
- buque de asalto anfibio
y varios cruceros, destructores, fragatas y submarinos de la flota del Atlántico.

### Portaviones
- USS Dwight D. Eisenhower (CVN-69)
- USS George Washington (CVN-73)
- USS John C. Stennis (CVN-74)
- USS Harry S. Truman (CVN-75)
- USS George H.W. Bush (CVN-77)
- USS Gerald R. Ford (CVN-78)

### Cruceros
- USS Leyte Gulf (CG-55)
- USS Philippine Sea (CG-58)
- USS Normandy (CG-60)
- USS Gettysburg (CG-64)
- USS Vicksburg (CG-69)

### Buques de asalto anfibio
- USS Wasp (LHD-1)
- USS Kearsarge (LHD-3)
- USS Bataan (LHD-5)
- USS Iwo Jima (LHD-7)
- USS San Antonio (LPD-17)
- USS Mesa Verde (LPD-19)
- USS New York (LPD-21)
- USS Arlington (LPD-24)

### Destructores
- USS Stout (DDG-55)
- USS Mitscher (DDG-57)
- USS Laboon (DDG-58)
- USS Ramage (DDG-61)
- USS Gonzalez (DDG-66)
- USS Cole (DDG-67)
- USS Ross (DDG-71)
- USS Mahan (DDG-72)
- USS McFaul (DDG-74)
- USS Porter (DDG-78)
- USS Oscar Austin (DDG-79)
- USS Nitze (DDG-94)
- USS James E. Williams (DDG-95)
- USS Bainbridge (DDG-96)
- USS Forrest Sherman (DDG-98)
- USS Truxtun (DDG-103)
- USS Gravelyx (DDG-107)

### Submarinos
- USS Helena (SSN-725)
- USS Pasadena (SSN-752)
- USS Albany (SSN-753)
- USS Boise (SSN-764)
- USS New Hampshire (SSN-778)
- USS New Mexico (SSN-779)
- USS John Warner (SSN-785)
- USS Washington (SSN-787)
- USS Montana (SSN-794)